# Sân vận động Karaiskakis
Sân vận động Georgios Karaiskakis (tiếng Hy Lạp: Στάδιο Γεώργιος Καραϊσκάκης), thường được gọi là Sân vận động Karaiskakis (tiếng Hy Lạp: Στάδιο Καραϊσκάκη, [staðio karaiˈskaki]), là một sân vận động bóng đá ở Piraeus, Attica, Hy Lạp. Đây là sân nhà của câu lạc bộ bóng đá Olympiakos. Với sức chứa 32.115 chỗ ngồi, đây là sân vận động dành riêng cho bóng đá lớn nhất và là sân vận động bóng đá lớn thứ hai ở Hy Lạp. Sân được đặt theo tên của Georgios Karaiskakis, một chỉ huy quân sự trong Chiến tranh giành độc lập Hy Lạp, người được coi là anh hùng dân tộc và đã bị thương nặng trong khu vực.

## Lịch sử
Sân được sử dụng trong Thế vận hội Mùa hè Athens 1896, với tên gọi Neo Phaliron Velodrome, nơi vận động viên người Pháp Paul Masson đã giành được ba huy chương vàng môn đua xe đạp.
Sân đã được cải tạo trong những năm 1960 và tổ chức trận chung kết UEFA Cup Winners' Cup 1970-71, trận chung kết bóng đá châu Âu đầu tiên được tổ chức tại Hy Lạp, giữa Chelsea và Real Madrid. Lượt đi có tỷ số 1–1, lượt về 2–1 và Chelsea đoạt cúp. Sân vận động được xây dựng lại hoàn toàn vào năm 2004 với sức chứa 32.115 người, là sân vận động tất cả chỗ ngồi, sẵn sàng cho môn thi đấu bóng đá của Thế vận hội Mùa hè 2004.
Sân vận động đã bị phá bỏ hoàn toàn và xây lại từ đầu, quay về một hướng khác. Việc tái tạo hoàn chỉnh này mất một thời gian kỷ lục chỉ 14 tháng, hoàn thành đúng lúc Thế vận hội Olympic. Sau khi hợp đồng cuối cùng kết thúc vào năm 1998, Olympiakos đang sử dụng sân vận động một lần nữa, theo hợp đồng thuê 49 năm từ 2003 đến 2052 và theo truyền thống được coi là sân nhà thực sự của câu lạc bộ. Năm 2002, chủ tịch và chủ sở hữu của Olympiakos Socratis Kokkalis, khi công bố dự án xây dựng lại Karaiskakis, đã bày tỏ mong muốn sân vận động mới cũng sẽ được sử dụng bởi Ethnikos F.C. nếu họ muốn, vì Karaiskakis là sân nhà trong lịch sử của cả Olympiakos và Ethnikos. Do đó, trong hợp đồng được ký kết bởi Ủy ban Olympic Hy Lạp, chủ sở hữu sân vận động và Olympiakos, một điều khoản đã được đưa vào, nêu rõ rằng nếu Ethnikos muốn trở lại sân vận động, họ có thể làm như vậy mà không cần chia sẻ bất kỳ bảo trì quan trọng hoặc sân vận động nào khác-các chi phí liên quan, do Olympiakos chi trả. Tuy nhiên, kể từ mùa giải 2010-11, Ethnikos vẫn chưa chọn làm như vậy.
Doanh thu bán vé trung bình cao hơn bất kỳ đội nào trong những thập kỷ gần đây trong lịch sử Giải bóng đá vô địch quốc gia Hy Lạp (hiếm khi họ giảm dưới mốc 5.000 người) và dự kiến sẽ không giảm trong tương lai gần.
Doanh thu cho các trận đấu của đội tuyển quốc gia cũng cao hơn, điều này phần lớn là do thành công của Hy Lạp tại Euro 2004. Tính đến năm 2008 và sau màn trình diễn đáng thất vọng của Hy Lạp tại Euro 2008, lượng khán giả dự khán các trận đấu của đội tuyển quốc gia giảm đáng kể, khiến Bộ Thể thao thay đổi địa điểm đến Heraklion, Crete.
Vào tháng 6 năm 2005, sân vận động Karaiskakis đã tổ chức một rạp chiếu phim (Ciné Karaiskakis) với một màn hình rạp chiếu phim dài 20 m và rộng 10 m, hoạt động hàng ngày từ 9 đến 11 giờ tối. (6 và 8 giờ tối theo giờ UTC) và muộn hơn vào mỗi cuối tuần. Màn hình chiếu phim có các bộ phim bao gồm Batman Begins và những bộ phim khác. Sân vận động hoạt động như một rạp chiếu phim lần cuối cùng vào thứ Bảy ngày 13 tháng 8 năm 2005.
Cho đến nay, trận đấu lịch sử nhất từng diễn ra ở Karaiskakis, là trận chung kết lượt đi Cúp bóng đá liên lục địa 1971 giữa Panathinaikos F.C. và Club Nacional de Football.

## Bi kịch Cổng 7
21 cổ động viên Olympiakos đã thiệt mạng tại "Cổng 7" (Θύρα 7) của sân vận động, sau trận đấu giữa Olympiakos và AEK Athens FC (kết thúc với tỷ số 6–0), vào ngày 8 tháng 2 năm 1981; một sự cố được biết đến rộng rãi là thảm họa Sân vận động Karaiskakis. Để tưởng nhớ sự kiện này, tại khán đài nơi Cổng 7 ở đó, 21 ghế có màu đen thay vì màu đỏ, tạo thành số "7". Một tượng đài ở phía đông của sân vận động mang tên của 21 cổ động viên bị thiệt mạng vào ngày đó trong sân vận động.

## Đặc điểm sân vận động

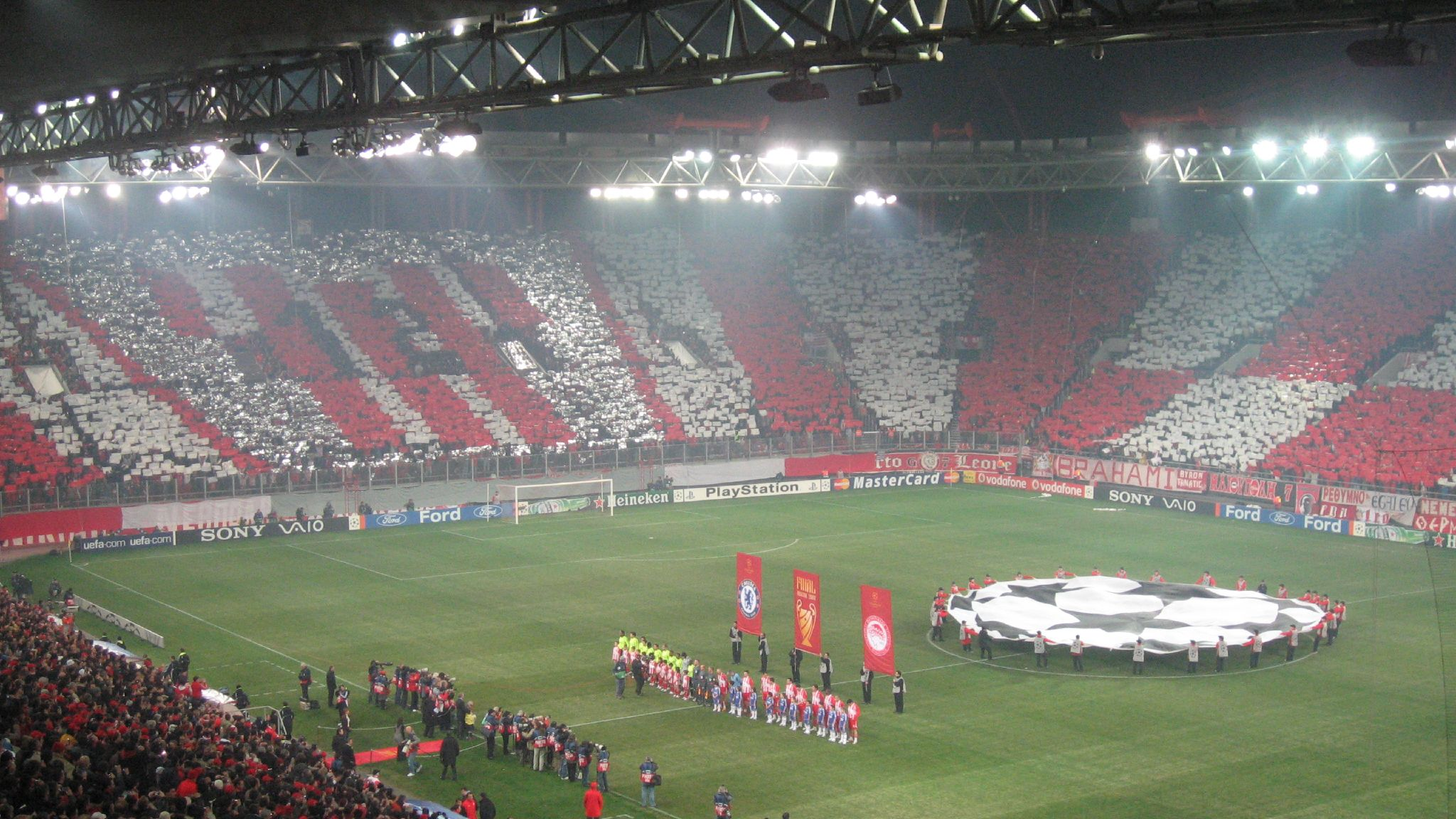
Trận đấu giữa Olympiakos và Chelsea trong UEFA Champions League 2007-08

Sân vận động Karaiskakis được tổ chức UEFA xếp vào loại sân bóng đá 4 sao, cho phép tổ chức trận chung kết UEFA Europa League nếu được chọn. Sân có 40 phòng chờ VIP và dãy phòng, có thể chứa đến 474 người, một phòng họp báo, có thể chứa tới 130 chỗ ngồi, 200 chỗ ngồi cho báo chí và truyền thông đưa tin, toàn bộ trung tâm mua sắm, với các nhà hàng, quán cà phê, cửa hàng bán lẻ quần áo và phòng tập thể dục.
Sân vận động cũng có Bảo tàng Olympiakos, không chỉ dành riêng cho lịch sử của câu lạc bộ bóng đá, mà còn cho lịch sử của tất cả các bộ phận của câu lạc bộ thể thao đa năng từng đoạt danh hiệu châu Âu Olympiakos CFP. Xung quanh sân vận động có 10 máy bán vé tự động cho phép đặt chỗ qua internet hoặc qua điện thoại. Không tính thêm phí đối với khu vực đậu xe, nơi chứa tối đa 1.000 xe ô tô. Do thiết kế của sân, các khán đài của sân vận động có khả năng trống trong vòng 7 phút. Sân vận động cũng có các nhà hàng và cửa hàng mở cửa trong các buổi hòa nhạc và trận đấu và đôi khi mở cửa theo lịch trình chung hàng ngày của hầu hết các cửa hàng và cửa hiệu của Hy Lạp.
Có thể dễ dàng đến sân vận động thông qua Hệ thống giao thông công cộng Athens, tại ga "Faliro", cách ga "Piraeus" chưa đến 5 phút và cách trung tâm thành phố Athens khoảng 15 phút, tại ga quảng trường "Omonia" và cũng thông qua các tuyến đường lái xe Athens, dài 8 km, khoảng 15 phút từ trung tâm thành phố Athens.

## Buổi hòa nhạc
Rihanna, Aerosmith, Evanescence, 50 Cent, Scorpions, Whitesnake, Imiskoumbria, Def Leppard và Sex Pistols đã biểu diễn tại sân vận động.

## Các trận đấu quan trọng
| 19 tháng 5 năm 1971 | Real Madrid | 1–1    | Chelsea    | Sân vận động Karaiskakis, Piraeus                           |  |
|                     | Zoco 90'    | Report | Osgood 56' | Lượng khán giả: 42.000 Trọng tài: Rudolf Scheurer (Thụy Sĩ) |  |

| 21 tháng 5 năm 1971 Đá lại | Real Madrid | 1–2    | Chelsea                  | Sân vận động Karaiskakis, Athens                          |  |
|                            | Fleitas 75' | Report | Dempsey 31' · Osgood 39' | Lượng khán giả: 19.917 Trọng tài: Anton Bucheli (Thụy Sĩ) |  |

| 02 tháng 7 năm 2023 Siêu cúp châu Âu | Manchester City | v        | Sevilla | Sân vận động Karaiskakis, Athens |  |
| 21:00(CET)                           |                 | Chi tiết |         |                                  |  |